# Magnus Brøndbo
Magnus Brøndbo, né le 2 mars 2005 à Bodø en Norvège, est un footballeur norvégien, qui évolue au poste de gardien de but au FK Bodø/Glimt.

## Biographie

### En club
Né à Bodø en Norvège, Magnus Brøndbo est formé par le club local du FK Bodø/Glimt. Le 15 octobre 2021, il rejoint l'Italie afin de poursuivre sa formation à l'AS Rome. Il fait son retour au FK Bodø/Glimt un an plus tard.
Brøndbo fait sa première apparition en professionnel le 25 mai 2023, lors d'une rencontre coupe de Norvège contre le Mosjøen IL (en). Il entre en jeu à la place de Julian Faye Lund et son équipe s'impose par trois buts à zéro.
Il joue son premier match de championnat le 12 novembre 2023 contre l'Aalesunds FK. Il est titularisé en l'absence de Nikita Haikin (en), forfait sur blessure, et son équipe s'impose par un but à zéro. Cette victoire permet à son club d'être sacré champion de Norvège pour cette saison 2023.

### En sélection
Magnus Brøndbo représente l'équipe de Norvège des moins de 17 ans. Il joue son premier match avec cette sélection le 4 juin 2022 contre l'Angleterre. Il est titularisé et son équipe s'incline par trois buts à zéro.

## Palmarès
FK Bodø/Glimt
- Championnat de Norvège (1) :
  - Champion : 2023.